# سطح‌آبزی
سطح‌آبزی‌ها گونه‌ای از جانوران هستند که در ناحیه آب-هوا (سطحی‌ترین قسمت آب) زندگی می‌کنند.
مثال‌هایی از این گونه جانوران را می‌توان گونه‌هایی نظیر بادبانک،سیانوباکتر،شکم پایانوآزیر را می‌توان نام برد.